# Music for the Jilted Generation
Music for the Jilted Generation es el segundo álbum de estudio del grupo británico de música electrónica The Prodigy. Fue lanzado el 4 de julio de 1994 por XL Recordings en el Reino Unido y por Mute Records en los Estados Unidos. Al igual que en el álbum debut del grupo, Experience (1992), Maxim Reality fue el único miembro de la formación de la banda, además de Liam Howlett, que contribuyó al álbum.
En 2008 se lanzó una edición remasterizada y ampliada del álbum titulado More Music for the Jilted Generation.

## Música y contenido
Music for the Jilted Generation utiliza elementos de rave, techno breakbeat, techno, y techno hardcore.
El álbum es en gran parte una respuesta a la corrupción de la escena rave en Gran Bretaña por su estatus principal, así como por la Ley de Orden Público y Justicia Criminal del Reino Unido de 1994, que criminalizó las raves y partes de la cultura rave. Esto se ejemplifica en la canción «Their Law» con la introducción de la palabra hablada y la letra predominante, la muestra «Fuck 'em and their law». Muchos años después, después de que la controversia se calmara, Liam Howlett se burló del título del álbum, al que se refirió como «estúpido», y sostuvo que el álbum nunca tuvo la intención de ser político en primer lugar.
Muchas de las muestras que aparecen en el álbum son clips de sonido de películas o están inspiradas en ellas. «Full Throttle» contiene una muestra inversa de la película original de Star Wars, «Skylined» usa una muestra de un efecto de sonido del segundo episodio de la primera temporada de The X-Files y «The Heat (The Energy)» presenta una muestra proveniente de Poltergeist III.
Cuando Howlett llegó a la sala de montaje para la fase final de la producción del álbum, se dio cuenta de que todas las pistas que había planeado originalmente no cabrían en un CD; así que se editó «One Love» (lo que resultó en un corte de aproximadamente 3 minutos y 53 segundos), «The Heat (The Energy)» se cortó ligeramente y se dejó de lado «We Eat Rhythm». Esta última se lanzó más tarde en un casete gratuito con la revista Select en octubre de 1994 titulado Select Future Tracks. Howlett luego afirmó que sintió que la edición de «One Love» y «Full Throttle» podría haberse eliminado de la lista de canciones.

### Portada
La portada del álbum Music for the Jilted Generation fue diseñada por Stewart Haygarth (portada) y Les Edwards (interior). El arte interior, en alusión a los conflictos de raver contra la policía durante la era de la Ley de Justicia Penal de 1994, es particularmente conocida.

## Recepción
Music for the Jilted Generation ha recibido elogios de la crítica. Rolling Stone le otorgó tres estrellas y media, calificándola de «verdaderamente alucinante» y diciendo que «genera fiebre de baile universal». Alternative Press dijo que «arroja formas mucho más oscuras que su predecesor» y «golpea más fuerte y más crudo y cubre más terreno».
Robert Christgau lo llamó «uno de los raros discos que está muy cerca de todo lo que quieres que sea la música barata».
Mojo lo clasificó en el puesto 83 en su lista de «100 clásicos modernos». La revista Spin lo clasificó en el puesto 60 en sus «90 mejores álbumes de los 90», y NME lo clasificó en el puesto 9 en sus «50 mejores álbumes de 1994».
El 4 de diciembre de 2008, el presentador de radio Zane Lowe lo incluyó en sus «obras maestras» al reproducir el álbum completo en su programa BBC Radio 1.
Fue nominado al Mercury Music Prize en 1994 y está incluido en el libro 1001 discos que hay que escuchar antes de morir.
«Un disco increíble, me impresionó bastante», comentó David Bowie.

## Lista de canciones
Todas las canciones fueron escritas por Liam Howlett, excepto las indicadas.

| Music for the Jilted Generation |                                            |                                       |          |  |
| N.º                             | Título                                     | Escritor(es)                          | Duración |  |
| 1.                              | «Intro»                                    |                                       | 0:45     |  |
| 2.                              | «Break & Enter»                            |                                       | 8:24     |  |
| 3.                              | «Their Law» (con Pop Will Eat Itself)      | Howlett, Pop Will Eat Itself          | 6:40     |  |
| 4.                              | «Full Throttle»                            |                                       | 5:02     |  |
| 5.                              | «Voodoo People»                            |                                       | 6:27     |  |
| 6.                              | «Speedway (Theme From Fastlane)»           |                                       | 8:56     |  |
| 7.                              | «The Heat (The Energy)»                    |                                       | 4:27     |  |
| 8.                              | «Poison»                                   | Howlett, Maxim Reality                | 6:42     |  |
| 9.                              | «No Good (Start the Dance)»                | Howlett, Kelly Charles, James Bratton | 6:17     |  |
| 10.                             | «One Love» (Edit)                          |                                       | 3:53     |  |
| 11.                             | «The Narcotic Suite: 3 Kilos»              |                                       | 7:19     |  |
| 12.                             | «The Narcotic Suite: Skylined»             |                                       | 5:56     |  |
| 13.                             | «The Narcotic Suite: Claustrophobic Sting» |                                       | 7:13     |  |
| 78:07                           |                                            |                                       |          |  |

| More Music for the Jilted Generation (disco 2) |                                               |          |  |
| N.º                                            | Título                                        | Duración |  |
| 1.                                             | «Voodoo People» (Radio 1 Maida Vale Session)  | 4:18     |  |
| 2.                                             | «Poison» (Radio 1 Maida Vale Session)         | 4:42     |  |
| 3.                                             | «Break & Enter» (2005 Live Edit)              | 4:56     |  |
| 4.                                             | «Their Law» (Live at Pukkelpop)               | 5:27     |  |
| 5.                                             | «No Good (Start the Dance)» (Bad for You Mix) | 6:49     |  |
| 6.                                             | «Scienide»                                    | 5:49     |  |
| 7.                                             | «Goa» (The Heat The Energy Part 2)            | 6:03     |  |
| 8.                                             | «Rat Poison»                                  | 5:31     |  |
| 9.                                             | «Voodoo People» (Dust Brothers Remix)         | 5:55     |  |

### Muestras
Además de las muestras de películas descritas anteriormente, Liam Howlett también empleó mucho material musical de otros artistas:
- «Break and Enter» contiene una muestra de «Casanova» de Baby D. Este último también fue remezclado por Liam.
- «Their Law» contiene una muestra de «Drop That Bassline» de Techno Grooves.
- «Voodoo People» contiene una muestra de «You're Starting Too Fast» de Johnny Pate. El riff de guitarra principal está basado en «Very Ape» de Nirvana y es interpretado por Lance Riddler.[21][22]
- «The Heat (The Energy)» contiene una muestra de «Why'd U Fall» de Lil Louis, «Thousand» de Moby y «Don't Hold Back The Feeling» de 2-Mad.
- «Poison» contiene una muestra de «It's a New Day» de Skull Snaps, «Amen break» de The Winstons y «Heavy Soul Slinger» de Bernard Purdie.
- «No Good (Start the Dance)» contiene una muestra de «No Good for Me» de Kelly Charles y «Funky Nassau» del grupo funk bahameño The Beginning of the End.
- «One Love» utiliza «Arabic Muezzin», una muestra de la sección de voces étnicas de un CD de muestra Zero G de Time + Space Records. La misma muestra también se usó en «Everybody Say Love» de «The Magi & Emanation», que fue remezclada por Liam Howlett.[23]
- «3 Kilos», la primera parte de The Narcotic Suite, se basa en un riff extraído de «Good Livin' (Good Lovin')» de Bernard Purdie.
- «Skylined», la segunda parte de The Narcotic Suite, presenta un sonido que también se usa en la partitura musical de Mark Snow para el episodio «Deep Throat» de The X-Files (temporada 1, episodio 2).[24]

## Posicionamiento en listas
| Lista (1994-1997)                   | Mejor posición |
| ----------------------------------- | -------------- |
| Australia (ARIA)                    | 9              |
| Austria (Ö3 Austria)                | 7              |
| Bélgica (Ultratop flamenca)         | 22             |
| Países Bajos (Album Top 100)        | 5              |
| Finlandia (Suomen virallinen lista) | 1              |
| Francia (SNEP)                      | 2              |
| Alemania (Media Control Charts)     | 11             |
| Nueva Zelanda (Recorded Music NZ)   | 3              |
| Noruega (VG-lista)                  | 12             |
| Escocia (Scottish Albums Chart)     | 3              |
| Suecia (Sverigetopplistan)          | 4              |
| Suiza (Schweizer Hitparade)         | 9              |
| Reino Unido (UK Albums Chart)       | 1              |
| Reino Unido (UK Dance Albums)       | 4              |
| Estados Unidos (Billboard 200)      | 198            |
| Estados Unidos (Top Catalog Albums) | 31             |

| Lista (1994)                  | Posición |
| ----------------------------- | -------- |
| Países Bajos (Album Top 100)  | 52       |
| Alemania (Offizielle Top 100) | 71       |
| Islandia (Tónlist)            | 10       |
| Lista (1995)                  | Posición |
| Bélgica (Ultratop Flanders)   | 72       |
| UK Albums (OCC)               | 89       |
| Lista (1997)                  | Posición |
| Australia (ARIA)              | 64       |
| Nueva Zelanda (RMNZ)          | 17       |

## Certificaciones
| País        | Certificación | Ventas  |
| ----------- | ------------- | ------- |
| Australia   | Platino       | 70 000  |
| Canadá      | Oro           | 50 000  |
| Finlandia   | Oro           | 20 830  |
| Polonia     | Oro           | 50 000  |
| Suecia      | Oro           | 50 000  |
| Reino Unido | Platino       | 600 000 |

## Personal
- Liam Howlett: interpretación, sintetizadores, teclados, muestreo, cajas de ritmos, producción (en las pistas 1, 2, 3, 6, 8, 11, 12 y 13) en los estudios Earthbound, coproducción (en las pistas 4, 5, 7, 9 y 10) en The Strongroom, mezcla, ingeniería
- Maxim Reality: coguionista y vocalista de «Poison»
- Neil McLellan: coproducción y mezcla (en las pistas 4, 5, 7, 9 y 10) en The Strongroom
- Pop Will Eat Itself: intérprete de «Their Law»
- Phil Bent: flauta en vivo
- Lance Riddler: guitarra en vivo en «Voodoo People»
- Mike Champion: gestión
- Les Edwards: pintura interior de la portada
- Stuart Haygarth: portada
- Jamie Fry: contraportada